# Група 12 періодичної системи елементів
| H  |    |    |    |    |    |    |    |    |    |    |    |     |    |     |     |     | He  |  |
| Li | Be |    |    |    |    |    |    |    |    |    |    | B   | C  | N   | O   | F   | Ne  |  |
| Na | Mg |    |    |    |    |    |    |    |    |    |    | Al  | Si | P   | S   | Cl  | Ar  |  |
| K  | Ca | Sc | Ti | V  | Cr | Mn | Fe | Co | Ni | Cu | Zn | Ga  | Ge | As  | Se  | Br  | Kr  |  |
| Rb | Sr | Y  | Zr | Nb | Mo | Tc | Ru | Rh | Pd | Ag | Cd | In  | Sn | Sb  | Te  | I   | Xe  |  |
| Cs | Ba | *  | Hf | Ta | W  | Re | Os | Ir | Pt | Au | Hg | Tl  | Pb | Bi  | Po  | At  | Rn  |  |
| Fr | Ra | ** | Rf | Db | Sg | Bh | Hs | Mt | Ds | Rg | Cn | Uut | Fl | Uup | Uuh | Uus | Uuo |  |
| -- | -- | -- | -- | -- | -- | -- | -- | -- | -- | -- | -- | --- | -- | --- | --- | --- | --- |  |
|    |    |    |    |    |    |    |    |    |    |    |    |     |    |     |     |     |     |  |
|    |    | *  | La | Ce | Pr | Nd | Pm | Sm | Eu | Gd | Tb | Dy  | Ho | Er  | Tm  | Yb  | Lu  |  |
|    |    | ** | Ac | Th | Pa | U  | Np | Pu | Am | Cm | Bk | Cf  | Es | Fm  | Md  | No  | Lr  |  |

| Група 12 періодичної таблиці (Підгрупа цинку) |

Підгрупа цинку — хімічні елементи 12-ї групи періодичної таблиці хімічних елементів (за застарілою класифікацією — елементи побічної підгрупи II групи).
У групу входять цинк Zn, кадмій Cd і ртуть Hg. На підставі електронної конфігурації атома до цієї ж групи належить і штучно синтезований елемент коперницій Cn, експерименти з окремими атомами якого почали проводитися зовсім недавно.
|                            | Цинк        | Кадмій      | Ртуть           |
| -------------------------- | ----------- | ----------- | --------------- |
| Електронна конфігурація    | [Ar]3d104s2 | [Kr]4d105s2 | [Xe]4f145d106s2 |
| Металевий радіус, пм       | 134         | 151         | 151             |
| Йонний радіус, пм (M 2 + ) | 74          | 95          | 102             |
| Електронегативність        | 1,6         | 1,7         | 1,9             |
| Температура плавлення, °C  | 419,5       | 320,8       | -38,9           |
| Температура кипіння, °C    | 907         | 765         | 357             |

Всі елементи цієї групи є металами. Близькість металевих радіусів кадмію і ртуті обумовлена непрямим впливом лантаноїдного стиснення. Таким чином, тренд у цій групі відрізняється від тренду у групі 2 (лужноземельні метали), у якій металевий радіус плавно збільшується від верхньої до нижньої частини групи. Всі три метали мають порівняно низькі температури плавлення і кипіння, що говорить про те, що металевий зв'язок відносно слабкий, з відносно невеликим перекриттям між валентною зоною і зоною провідності. Таким чином, цинк близький до границі між металами і металоїдами, яка зазвичай поміщається між галієм і германієм, хоча галій є у напівпровідниках, таких як арсенід галію.
Цинк є найбільш електропозитивним елементом у групі, отже, він є хорошим відновником. Окислювально-відновний статус групи дорівнює +2, причому йони мають досить стабільну d10 електронну конфігурацію, із заповненими підрівнями. Однак, ртуть легко переходить до стану +1. Зазвичай, як, наприклад, у йонах Hg22+, два йона ртуті (I) з'єднуються у вигляді метал-метал і утворюють діамагнітик. Кадмій може також формувати зв'язки, такі як [Cd2Cl6]4- , у яких окислювально-відновний статус металу дорівнює +1. Так само як і для ртуті, у результаті формується зв'язок метал-метал у вигляді діамагнітного з'єднання, у якому немає непарних електронів, що робить з'єднання сильно хімічно активним. Цинк (I) відомий тільки у вигляді газу, у таких сполуках як витягнуті у лінію Zn2Cl2, аналогічні каломелі.
Всі три йона металів утворюють тетраедричні молекулярні форми, такі як MCl42-. Коли двовалентні іони цих елементів формують тетраедричних координатний комплекс, він підпорядковується правилу октету. Цинк і кадмій можуть також формувати октаедричні комплекси, такі як йони [M(H2O)6]2+, які присутні у водних розчинах солей цих металів. Ковалентний характер досягається за рахунок використання 4d або 5d-орбіталей відповідно, формуючи sp³d² гібридні орбіталі. Ртуть, однак, рідко перевищує координаційне число чотири. Коли це відбувається, повинні бути залучені 5f-орбіталі. Відомі також координаційні числа 2, 3, 5, 7 і 8.
Елементи групи цинку зазвичай, вважаються d-блок елементами, але не перехідними металами, у яких s-оболонка заповнена. Деякі автори класифікують ці елементи як основні елементи групи, оскільки валентні електрони у них розташовані на ns²-орбіталях. Так, цинк має багато схожих характеристик із сусіднім перехідним металом — міддю. Наприклад, комплекси цинку заслужили включення до ряду Ірвінга-Вільямса, оскільки цинк утворює багато комплексні сполуки з такою ж стехіометрією, як і комплекси міді (II), хоча і з меншою константою стійкості. Дуже мало подібності між кадмієм і сріблом, оскільки з'єднання срібла (II) є рідкісними, а ті, що існують, є дуже сильними окислювачами. Аналогічним чином, окислювально-відновний статус для золота дорівнює +3, що виключає схожість між хімією ртуті і золота, хоча є подібність між ртуттю (I) і золотом (I), таке як формування лінійних ціанистих комплексів [M(CN)2]-.

Метали підгрупи цінка
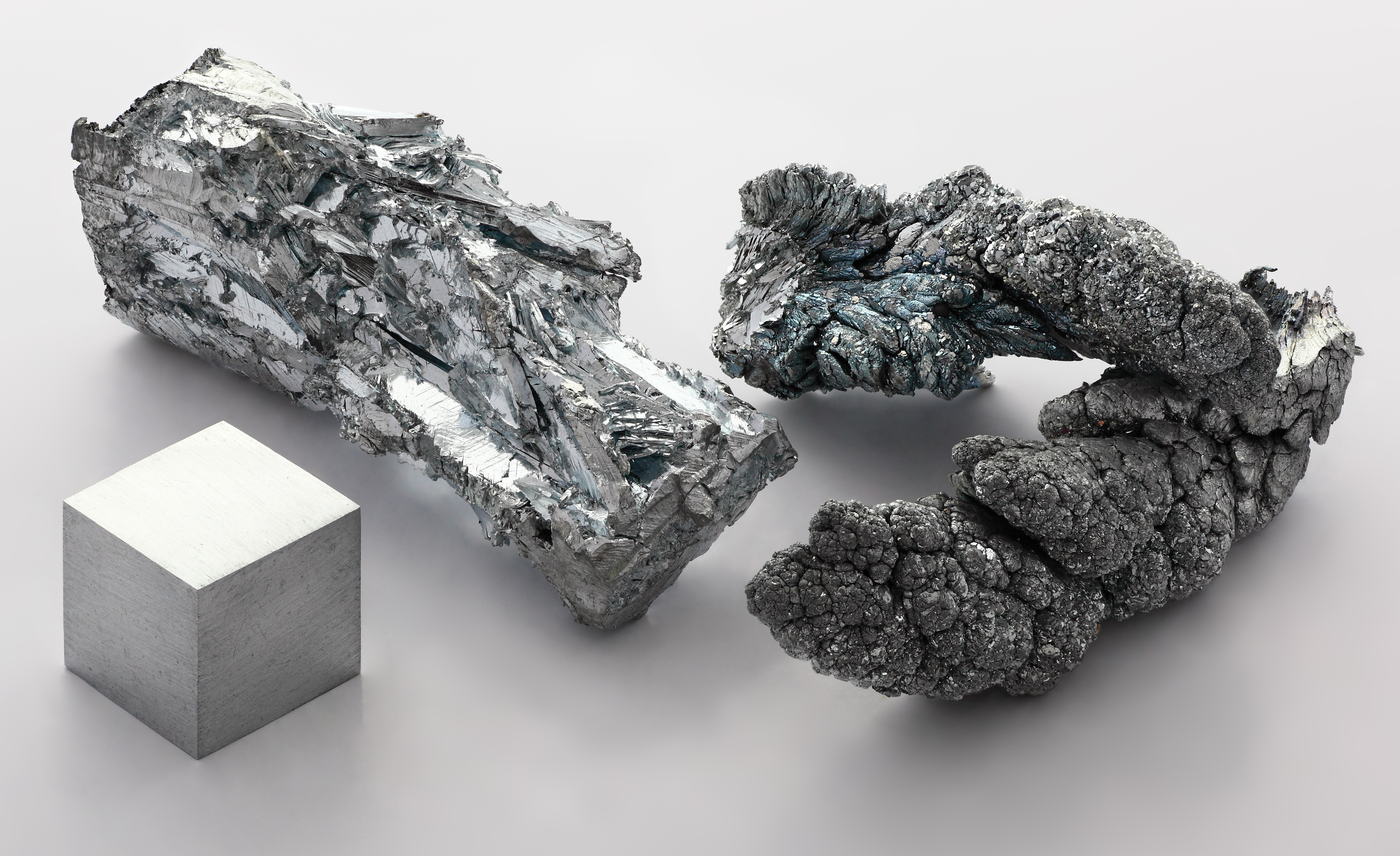
Цинк чистотою 99,995%. Зліва кристалічний фрагмент злитка, праворуч дендритна структура, отримана сублімацією. Для порівняння наведено кубик цинку об'ємом 1 см³.
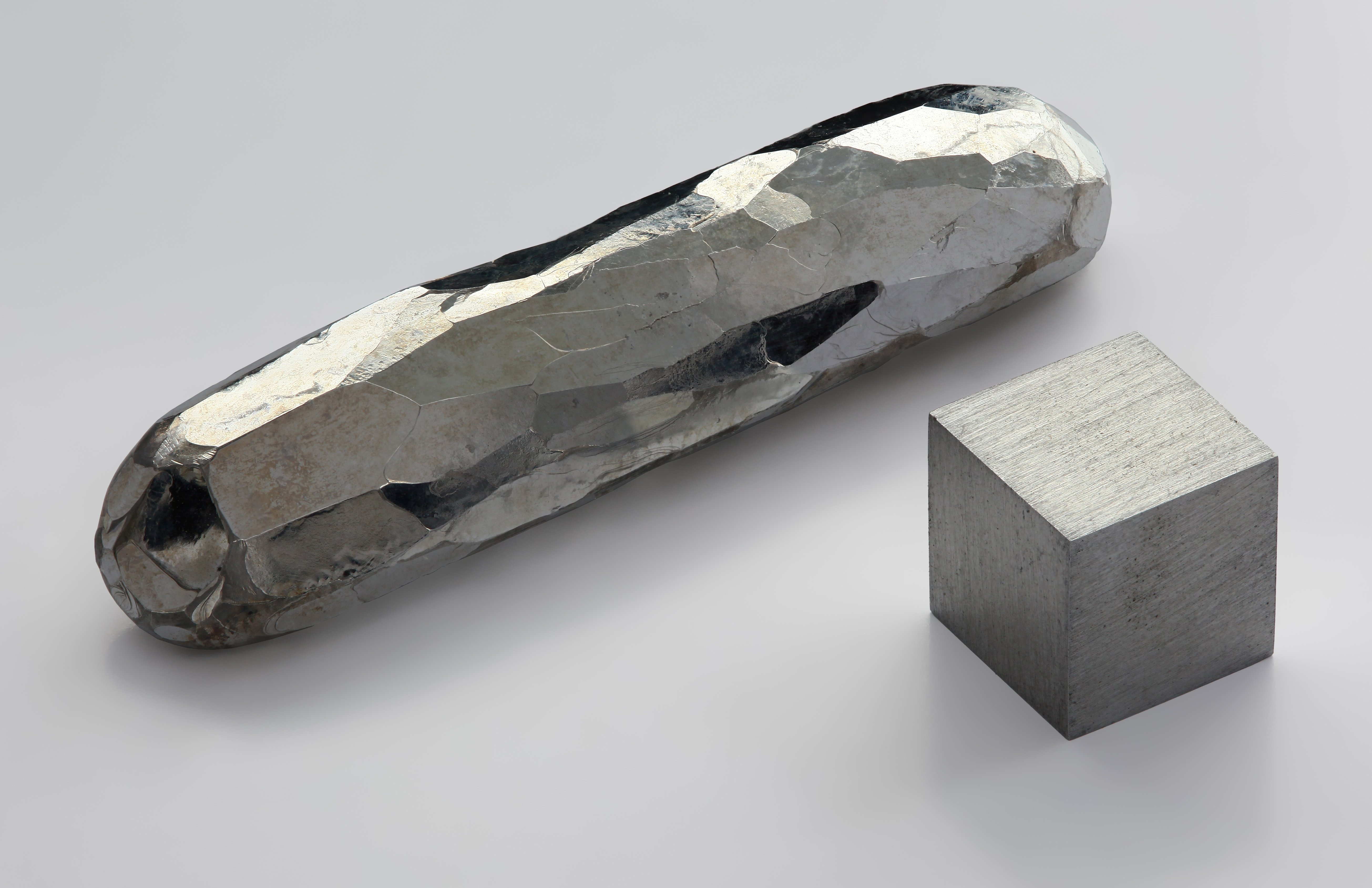
Кристалічний кадмій чистотою 99,99%
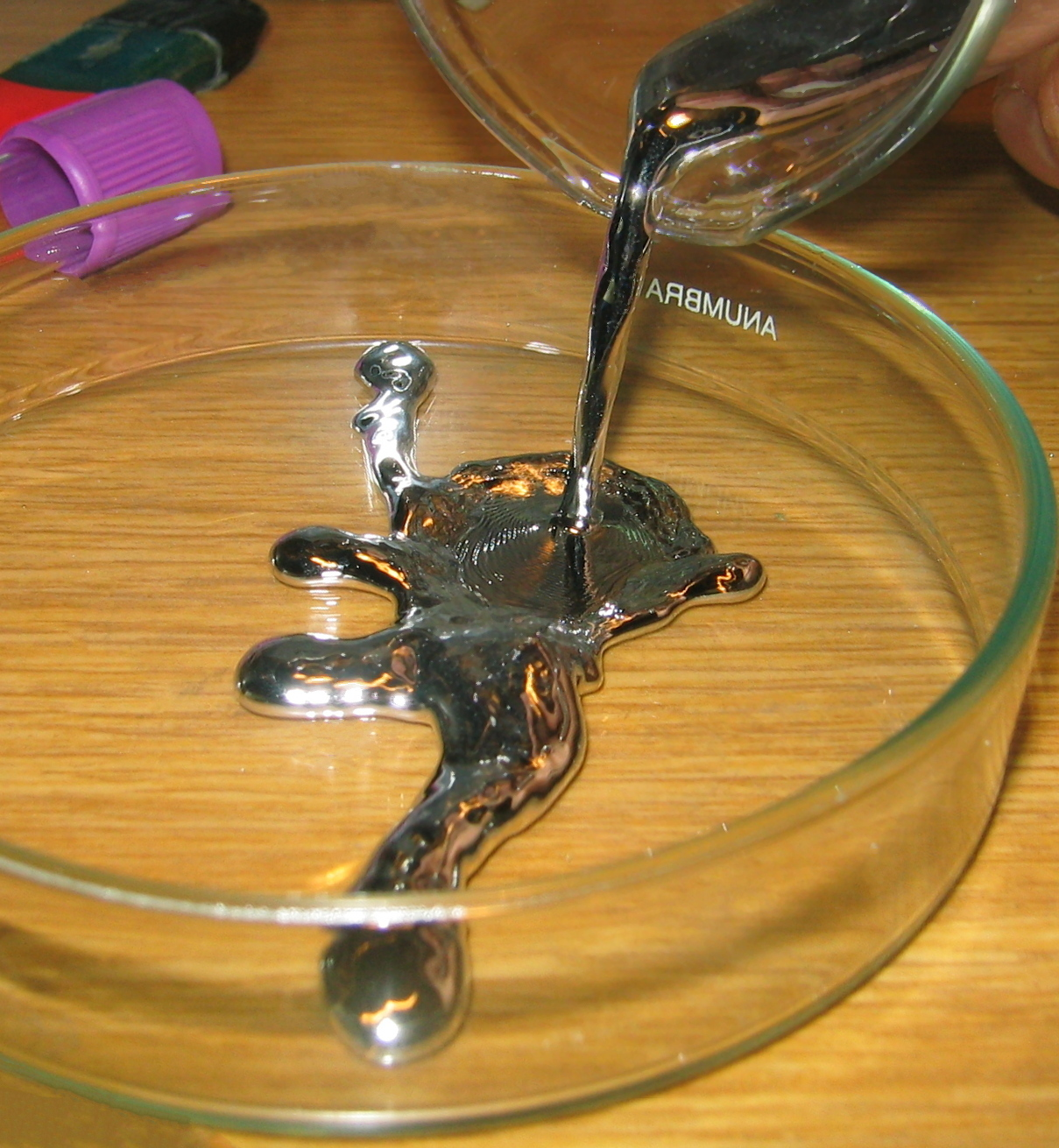
Рідка ртуть